# Конти (Бжеський повіт)
Конти (пол. Kąty) — село в Польщі, у гміні Івкова Бжеського повіту Малопольського воєводства.
Населення — 702 особи (2011).
У 1975-1998 роках село належало до Тарновського воєводства.

## Демографія
Демографічна структура станом на 31 березня 2011 року:
|          | Загалом | Допрацездатний вік | Працездатний вік | Постпрацездатний вік |
| -------- | ------- | ------------------ | ---------------- | -------------------- |
| Чоловіки | 346     | 88                 | 218              | 40                   |
| Жінки    | 356     | 89                 | 188              | 79                   |
| Разом    | 702     | 177                | 406              | 119                  |